# Dissing
(The Notorious B.I.G.)
Dissing o Beef è un termine di slang afrostatunitense derivante dalla parola disrespecting (mancare di rispetto). L'utilizzo di questa espressione si è diffuso a livello internazionale anche nei paesi di lingua non inglese, soprattutto in ambito musicale.

## Storia e canzoni
La prima volta che venne registrato il termine diss fu all'interno della canzone di LL Cool J intitolata I Can't Live Without My Radio, nel 1985: "Some jealous knuckleheads might try to diss".
Per quanto riguarda la musica hip hop, vengono definiti diss song o diss track brani che hanno il principale scopo di offendere, prendere in giro o criticare una persona o un gruppo di persone specifiche.
Tali canzoni sono generalmente il risultato delle dispute e delle rivalità che spesso intercorrono  fra gli appartenenti al movimento hip hop, come quella fra Tupac Shakur e The Notorious B.I.G., fra Eazy-E e Dr. Dre, Nas e Jay-Z, fra la G-Unit e The Game, e fra Drake e Kendrick Lamar.
L'esempio di dissing più celebre è probabilmente quello sopraccitato tra The Notorious B.I.G. e Tupac Shakur, il quale, con la famosissima Hit 'Em Up, aveva ricoperto d'insulti il rivale.
Per quanto riguarda l'Italia, alcuni dei dissing più noti sono stati Mondo Marcio - Entics, Vacca - Inoki, Fabri Fibra - Vacca e Salmo - Luchè.